# Gnamptogenys
Gnamptogenys är ett släkte av myror. Gnamptogenys ingår i familjen myror.

## Bildgalleri

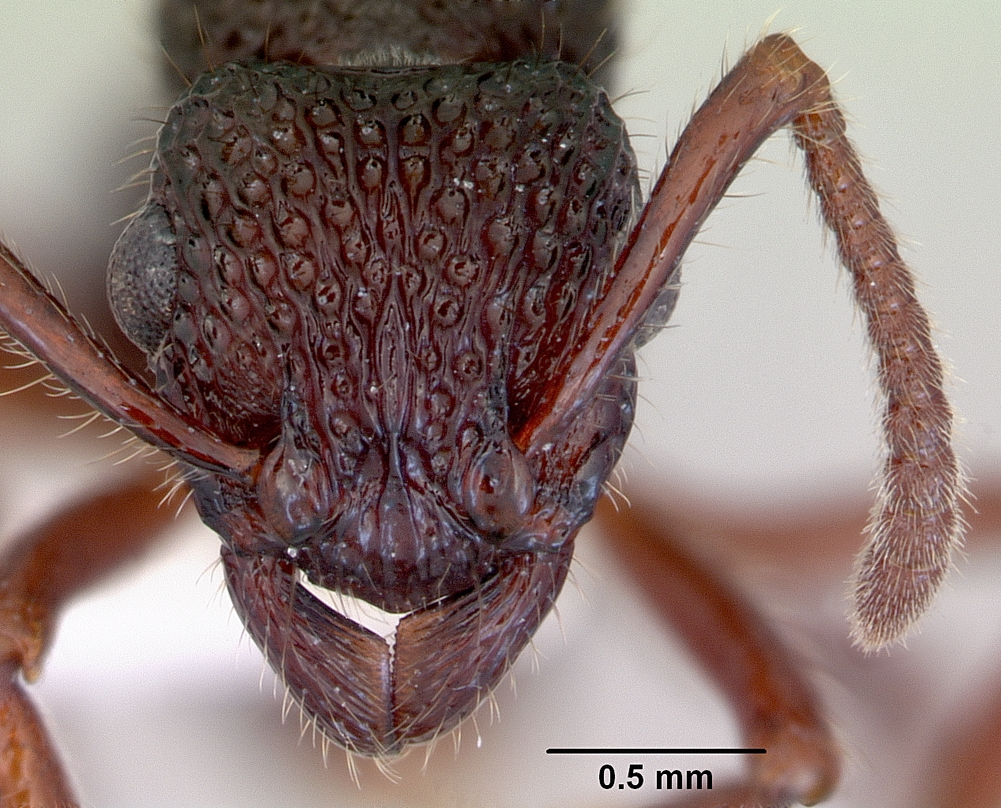
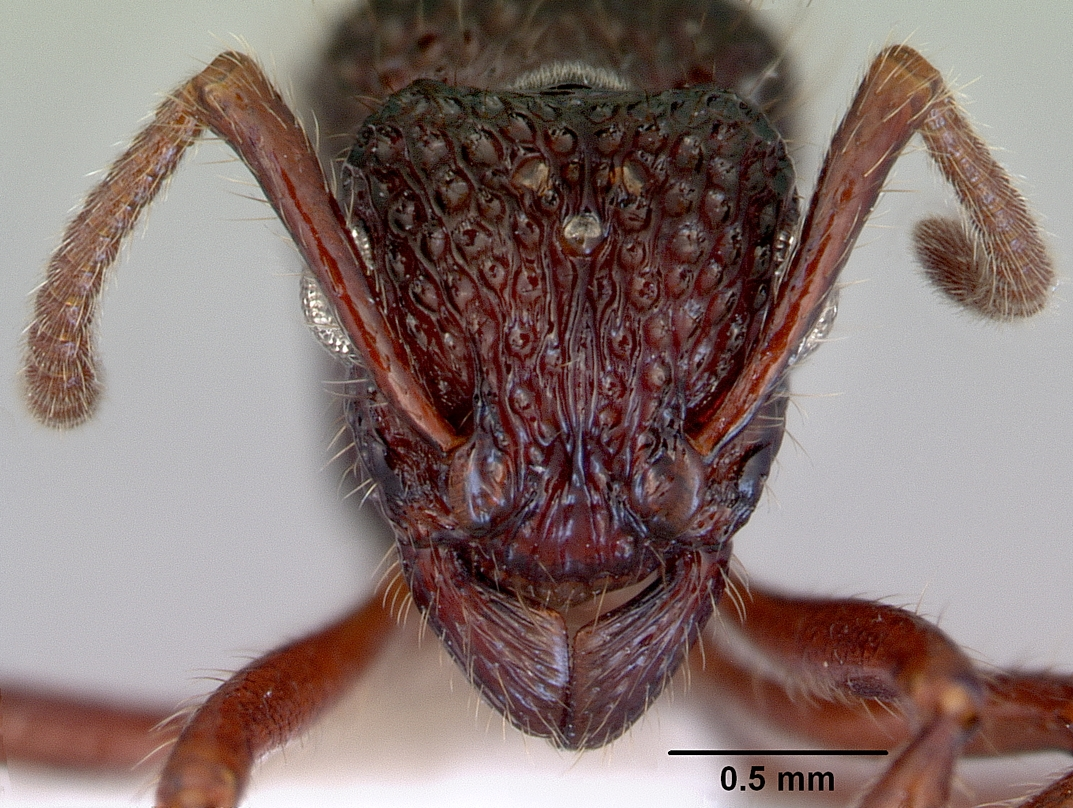
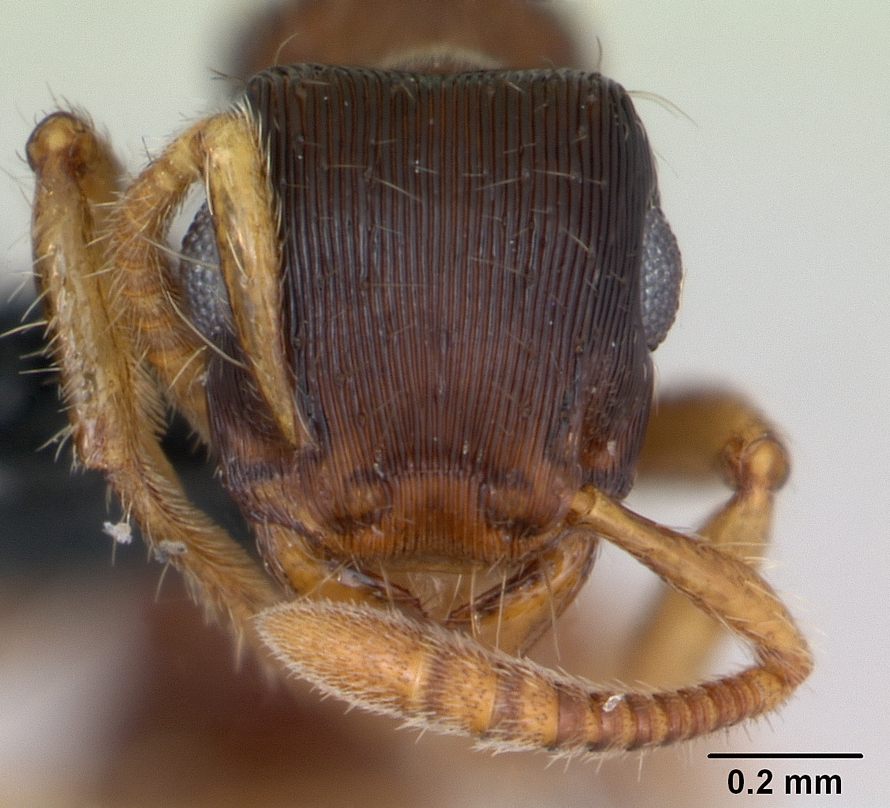
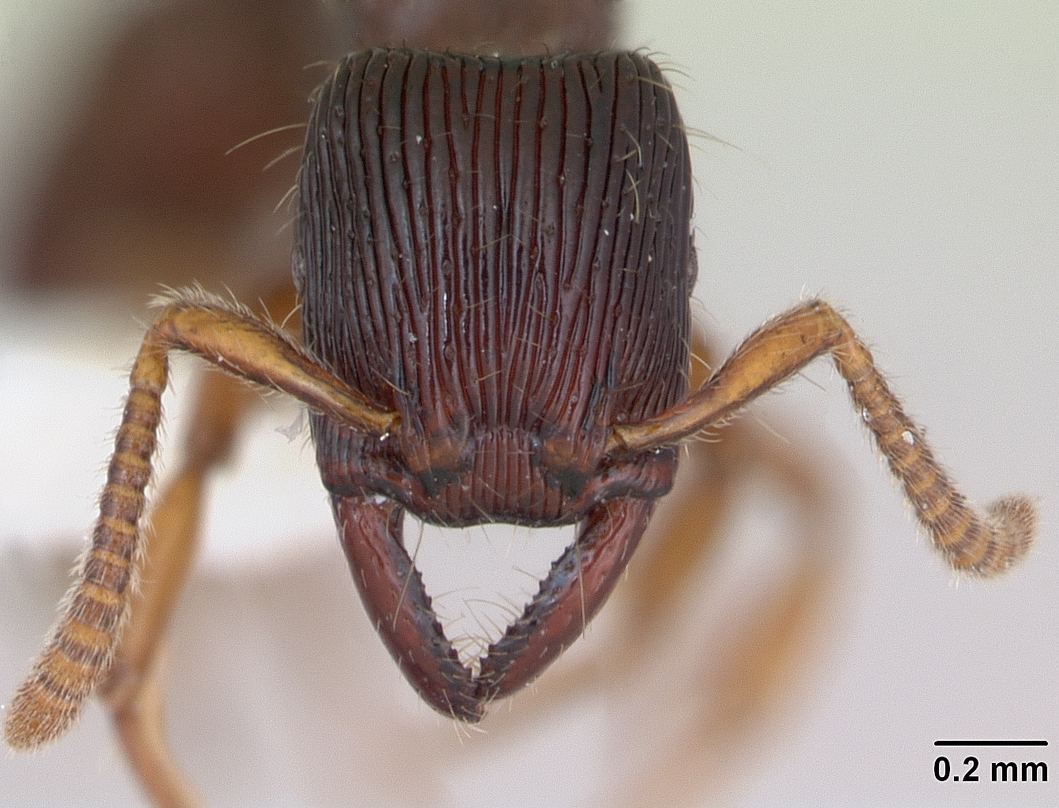
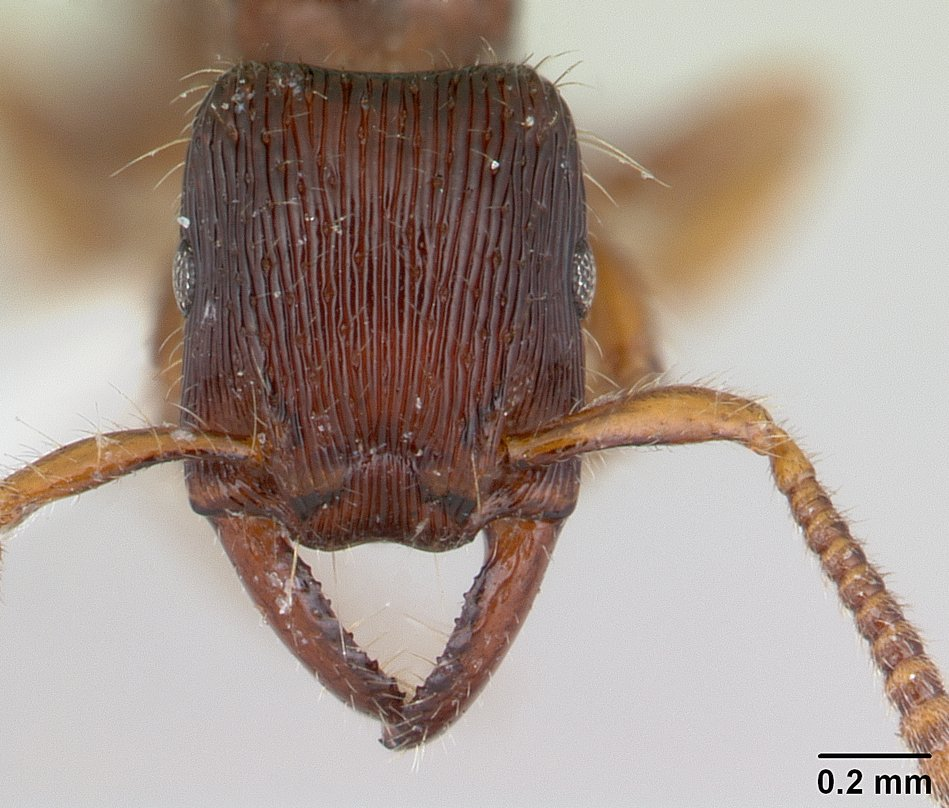

## Dottertaxa tillGnamptogenys, i alfabetisk ordning[1]
- Gnamptogenys aculeaticoxae
- Gnamptogenys acuminata
- Gnamptogenys acuta
- Gnamptogenys albiclava
- Gnamptogenys alfaroi
- Gnamptogenys ammophila
- Gnamptogenys annulata
- Gnamptogenys arcuata
- Gnamptogenys aterrima
- Gnamptogenys banksi
- Gnamptogenys bicolor
- Gnamptogenys binghamii
- Gnamptogenys biroi
- Gnamptogenys bispinosa
- Gnamptogenys bisulca
- Gnamptogenys bruchi
- Gnamptogenys bufonis
- Gnamptogenys caelata
- Gnamptogenys chapmani
- Gnamptogenys concinna
- Gnamptogenys continua
- Gnamptogenys costata
- Gnamptogenys coxalis
- Gnamptogenys crassicornis
- Gnamptogenys crenaticeps
- Gnamptogenys cribrata
- Gnamptogenys curtula
- Gnamptogenys curvoclypeata
- Gnamptogenys dammermani
- Gnamptogenys diehlii
- Gnamptogenys epinotalis
- Gnamptogenys europaea
- Gnamptogenys exarata
- Gnamptogenys falcifera
- Gnamptogenys fernandezi
- Gnamptogenys fieldi
- Gnamptogenys gracilis
- Gnamptogenys grammodes
- Gnamptogenys haenschei
- Gnamptogenys hartmani
- Gnamptogenys haytiana
- Gnamptogenys horni
- Gnamptogenys ingeborgae
- Gnamptogenys interrupta
- Gnamptogenys kalabit
- Gnamptogenys kempfi
- Gnamptogenys laevior
- Gnamptogenys lanei
- Gnamptogenys levinates
- Gnamptogenys lineolata
- Gnamptogenys lucaris
- Gnamptogenys lucida
- Gnamptogenys luzonensis
- Gnamptogenys macretes
- Gnamptogenys magnifica
- Gnamptogenys major
- Gnamptogenys malaensis
- Gnamptogenys mecotyle
- Gnamptogenys mediatrix
- Gnamptogenys menadensis
- Gnamptogenys menozzii
- Gnamptogenys mina
- Gnamptogenys minuta
- Gnamptogenys moelleri
- Gnamptogenys mordax
- Gnamptogenys nana
- Gnamptogenys nigrifrons
- Gnamptogenys panda
- Gnamptogenys perspicax
- Gnamptogenys petiscapa
- Gnamptogenys pittieri
- Gnamptogenys pleurodon
- Gnamptogenys porcata
- Gnamptogenys posteropsis
- Gnamptogenys pristina
- Gnamptogenys regularis
- Gnamptogenys reichenspergeri
- Gnamptogenys relicta
- Gnamptogenys rimulosa
- Gnamptogenys rostrata
- Gnamptogenys rustica
- Gnamptogenys schmitti
- Gnamptogenys schubarti
- Gnamptogenys semiferox
- Gnamptogenys simplicoides
- Gnamptogenys simulans
- Gnamptogenys sinensis
- Gnamptogenys spiralis
- Gnamptogenys striatula
- Gnamptogenys strigata
- Gnamptogenys striolata
- Gnamptogenys sulcata
- Gnamptogenys taivanensis
- Gnamptogenys teffensis
- Gnamptogenys tornata
- Gnamptogenys tortuolosa
- Gnamptogenys triangularis
- Gnamptogenys trigona
- Gnamptogenys turmalis
- Gnamptogenys wasmanni
- Gnamptogenys wheeleri
- Gnamptogenys vriesi